# Henri-Paul Motte
Henri-Paul Motte (13 de dezembro de 1846 – 1 de abril de 1922) foi um pintor de história francês. 

## Biografia
Aluno de Jean-Léon Gérôme, Henri-Paul Motte é especialmente conhecido por suas pinturas sobre temas históricos, como Vercingétorix se rend à César (Vercingétorix rende - se a César, 1860), Le cheval de Troie (O cavalo de Troia, 1874), La Pythie ( A Piedade, 1875), Baal Moloch dévorant les prisonniers à Babylone (Baal Moloch devorando prisioneiros da Babilônia, 1876), Passage du Rhône par l'Annibal (Vadeando o Ródano por Aníbal, 1878), além de uma cena fantástica inspirada em um episódio da Odisseia: Circe e os companheiros de Ulisses. Deve-se mencionar também o Le cardinal de Richelieu au siège de La Rochelle (O cardeal de Richelieu no sítio de La Rochelle, 1881).
Henri Motte foi nomeado cavaleiro da Legião de Honra em 1892 e obteve a medalha de bronze na Exposição Universal de 1900.

## Obras em coleções públicas
- Le cheval de Troie (1874), Wadsworth Atheneum, Hartford, Connecticut
- Baal Moloch dévorant les prisonniers de guerre à Babylone (1876), Museu Nacional de Bellas Artes de Argel
- Passage du Rhône par l'armée d'Annibal (1878), Bagnols
- Le Cardinal de Richelieu au siège de La Rochelle (1881), Museu de Orbigny Bernon, La Rochelle

## Galeria

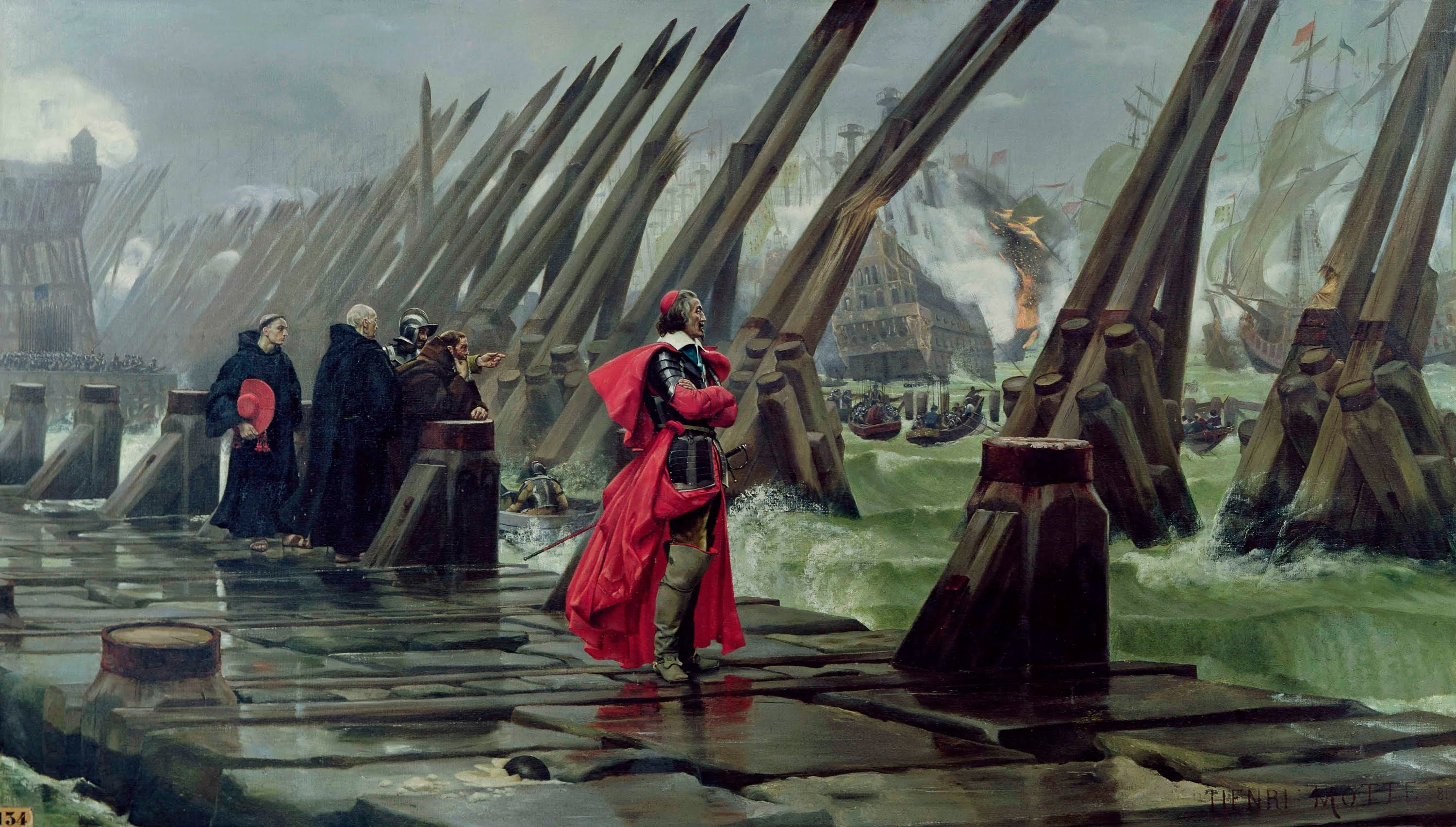
Cardeal Richelieu no Sítio de La Rochelle
Exército de Aníbal cruzando o Ródano, 1878
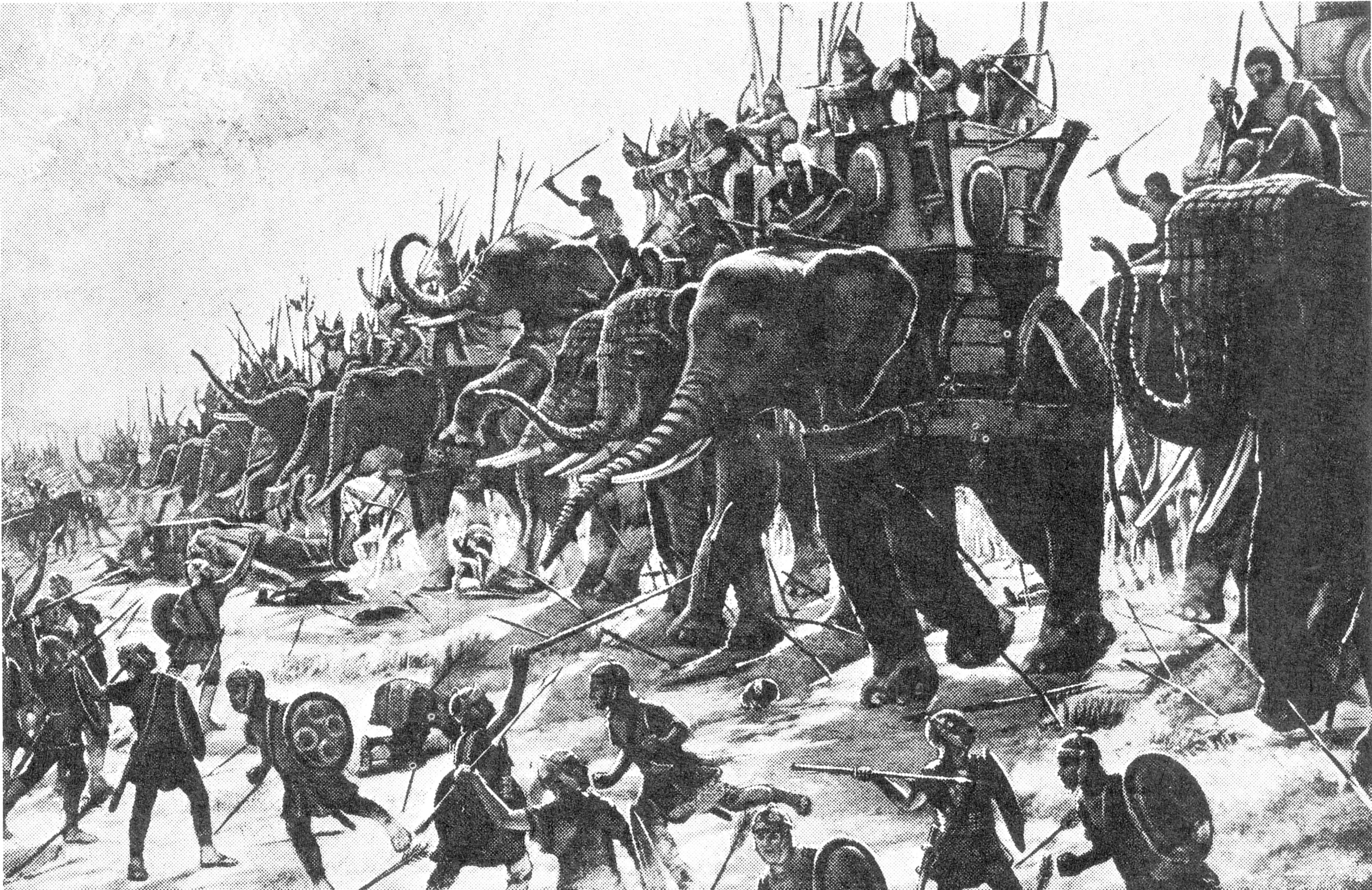
Batalha de Zama, 1890
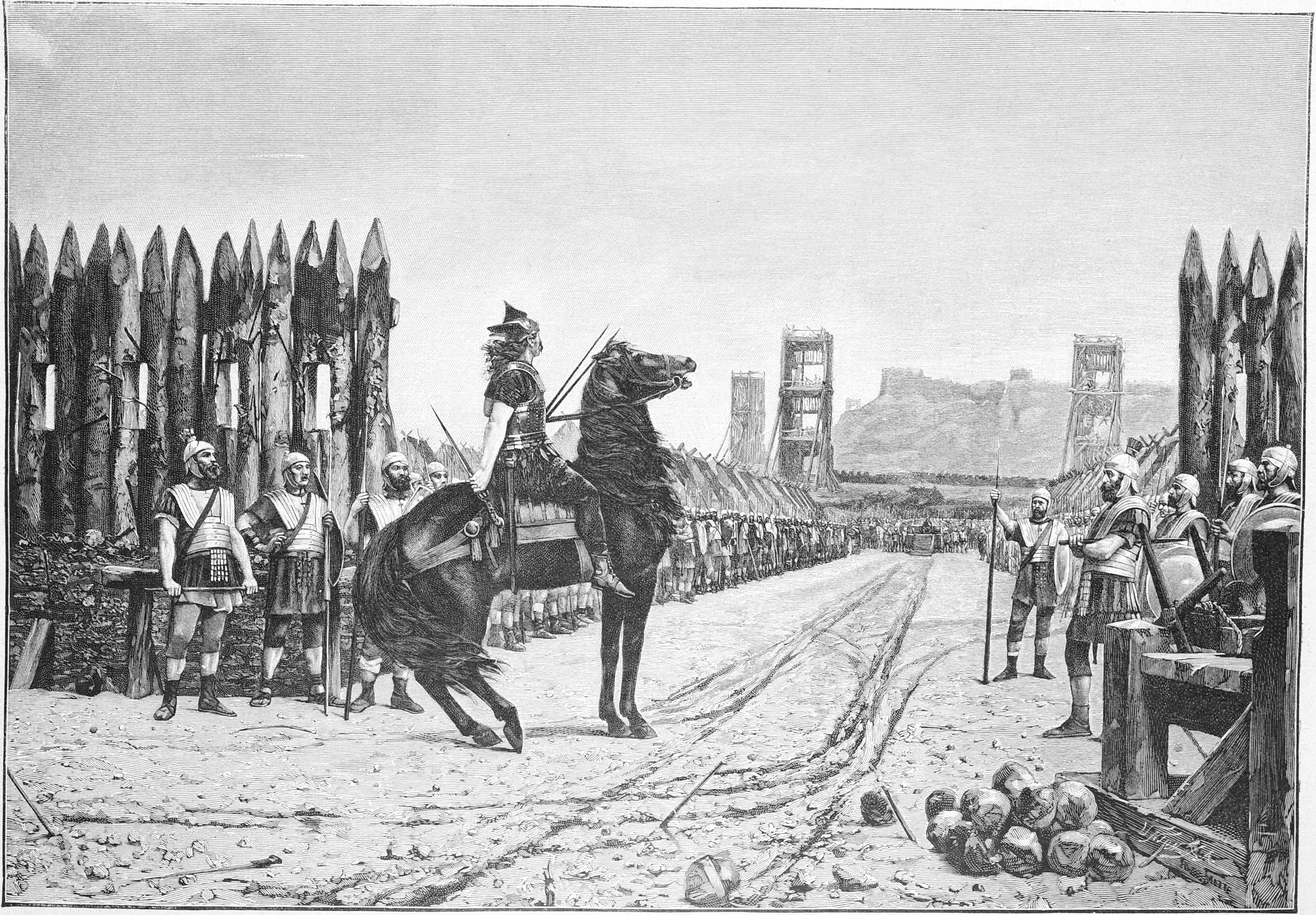
Vercingetórix rendendo-se a Cesar, 1892
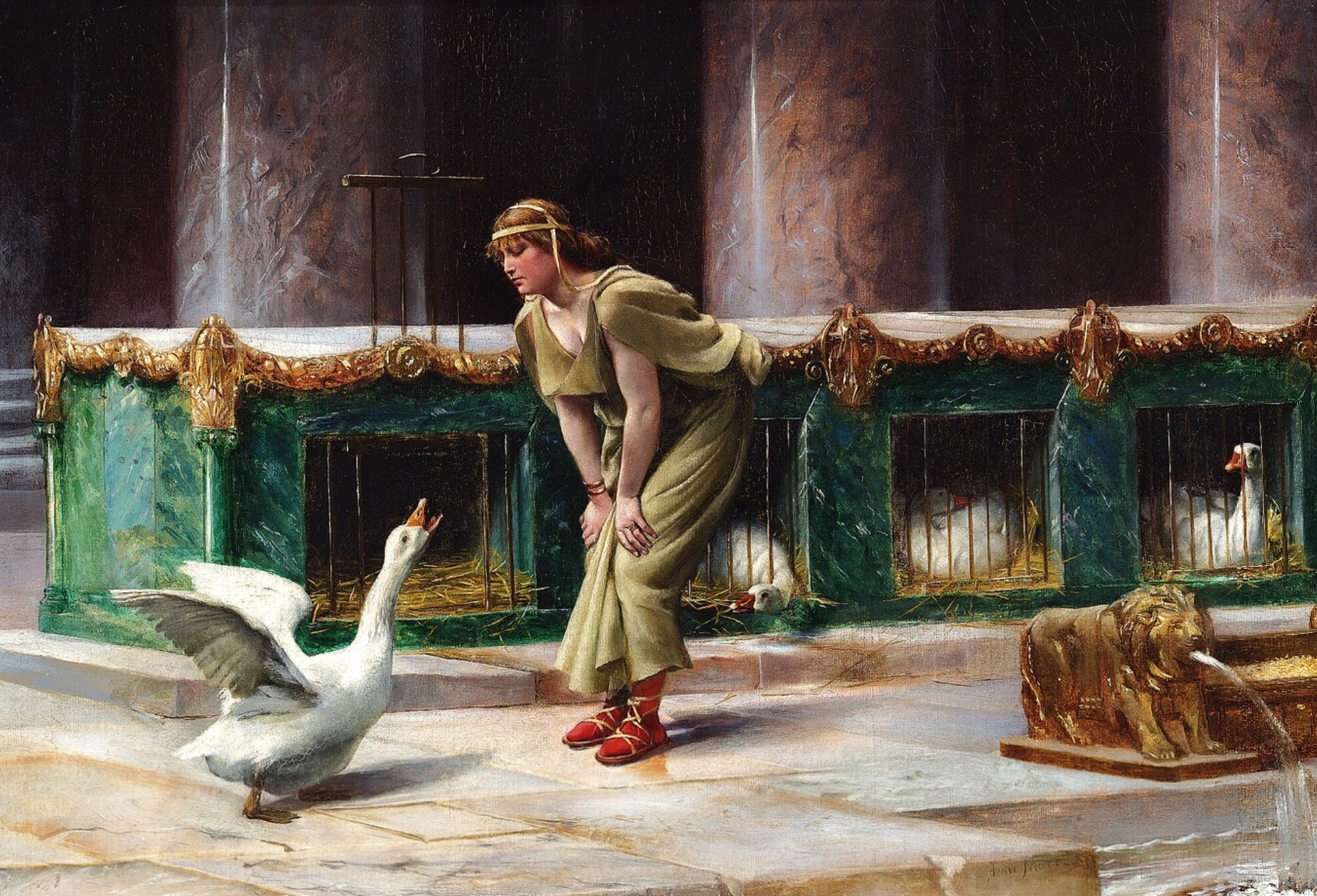
Os gansos do Capitólio
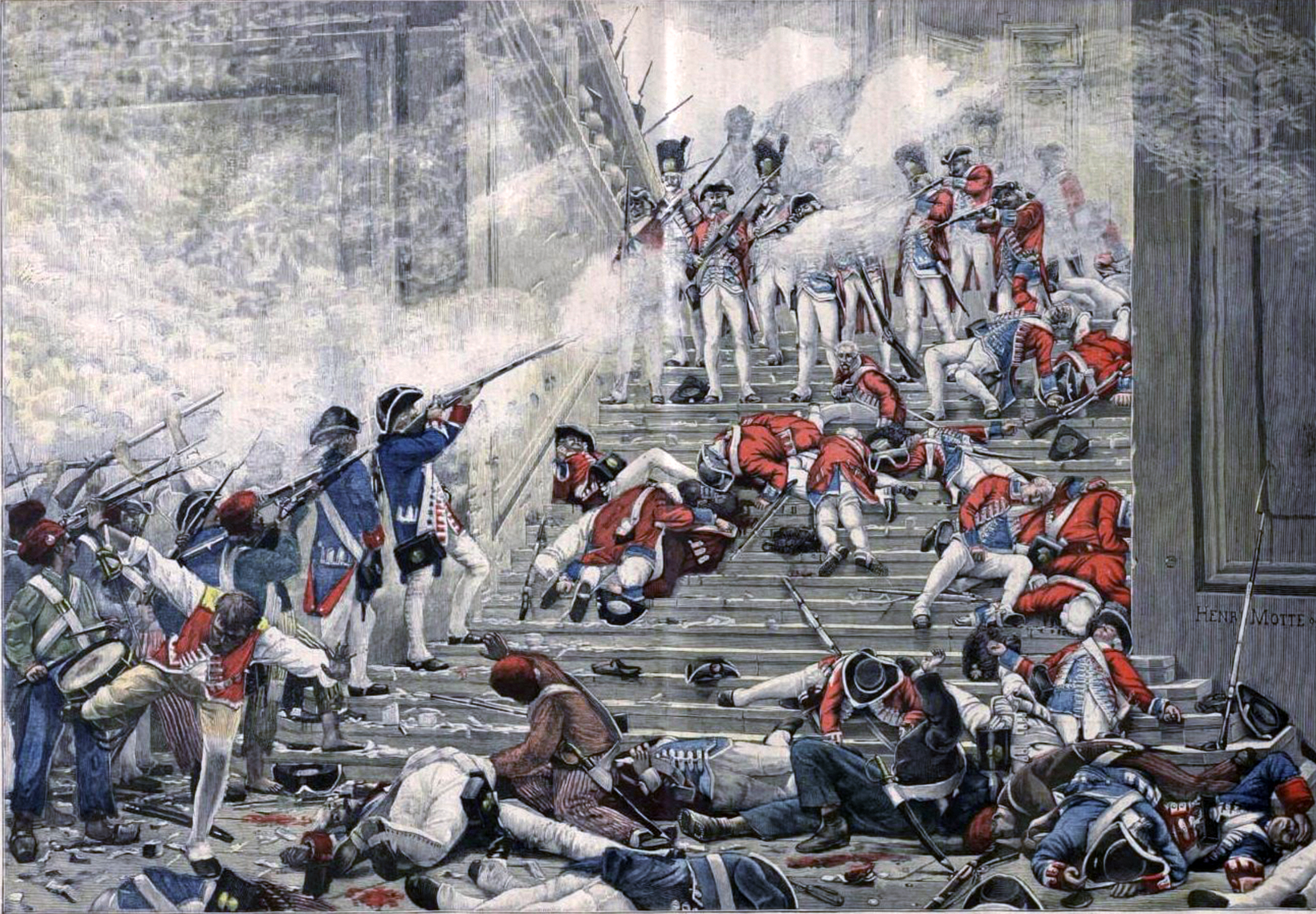
Guardas suíços na grande escadaria do palácio durante a invasão das Tulherias em 1792
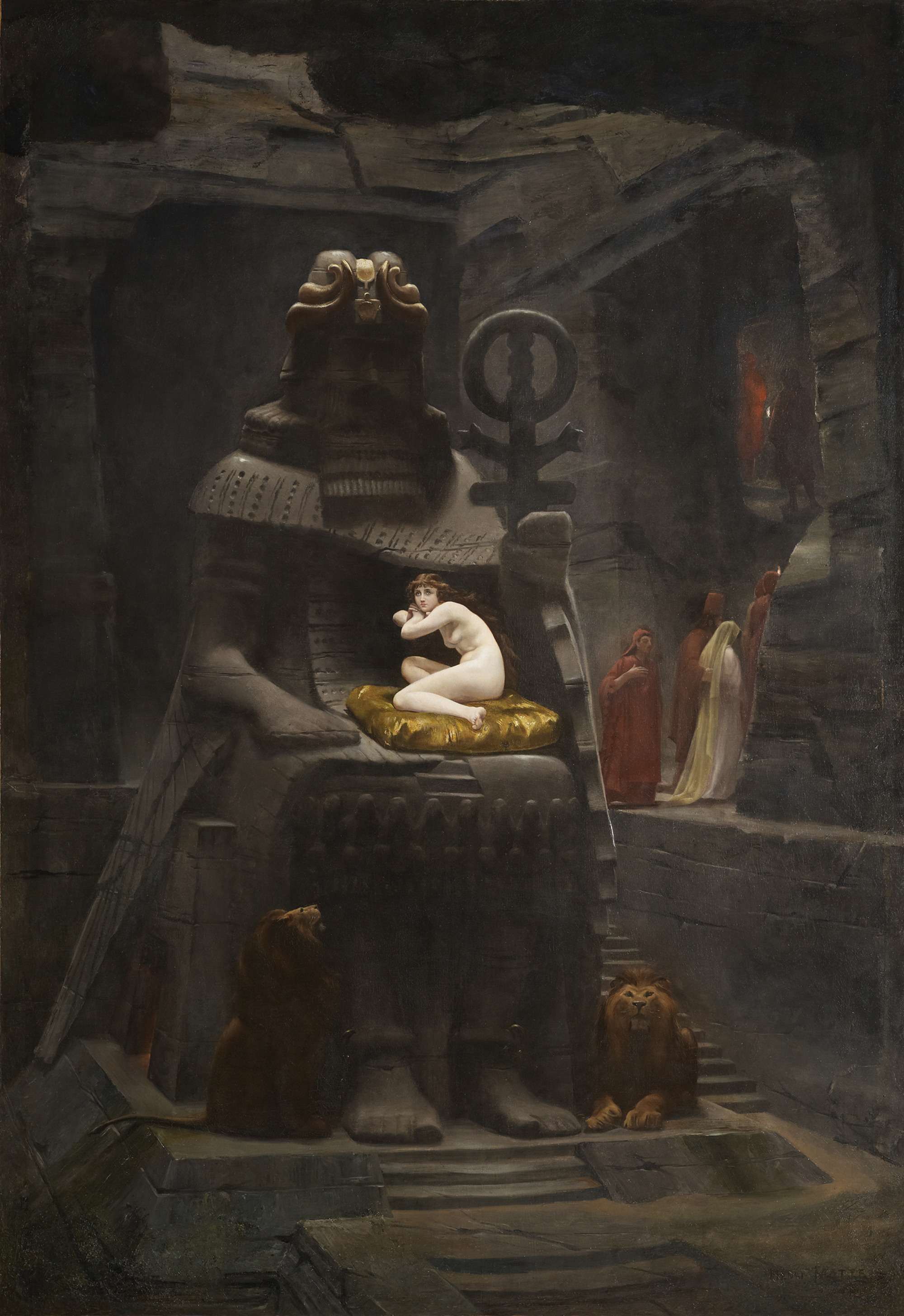
A Fiancée de Belus, 1885